# Mistrzostwa Włoch w rugby union kobiet (2005/2006)
Mistrzostwa Włoch w rugby union kobiet (2005/2006) – piętnasta edycja zarządzanej przez Federazione Italiana Rugby najwyższej klasy rozgrywkowej w kobiecym rugby union we Włoszech, a dwudziesta druga ogółem. Zawody odbywały się w dniach 27 listopada 2005 – 28 maja 2006. Tytułu mistrzowskiego zdobytego w poprzednim sezonie broniła drużyna Riviera del Brenta.
W półfinałowych dwumeczach wyraźnie lepsze okazały się zespoły Red Panthers i Riviera del Brenta. Finał rozgrywek odbył się w Pordenone, a po dwóch latach przerwy tytuł odzyskały zawodniczki z Treviso.

## System rozgrywek
Do rozgrywek przystąpiło dwanaście drużyn, które zostały podzielone na dwie sześciozespołowe grupy. Rozgrywki ligowe prowadzone były w pierwszej fazie systemem kołowym według modelu dwurundowego w okresie jesień-wiosna. Druga faza rozgrywek obejmowała mecze systemem pucharowym o mistrzostwo kraju, a do półfinałów awansowały po dwie czołowe drużyny z każdej z grup. Półfinały rozgrywane były w formie dwumeczu, z pierwszym meczem na boisku drużyny, która po rundzie zasadniczej była niżej sklasyfikowana, finał zaś odbył się na neutralnym stadionie.

## Faza grupowa

### Grupa 1
| 27-11-2005 | 1 ⇐ kolejka ⇒ 6                        | 19-02-2006 |
| ---------- | -------------------------------------- | ---------- |
| 52:0       | Rugby Città di Frascati–Grazia Deledda | 55:0       |
| 5:47       | Rugby Viadana–CUS Roma                 | 0:46       |
| 0:14       | Cidesse Pesaro–Rugby Peruggia Ragazze  | 17:15      |

| 15-01-2006 | 4 ⇐ kolejka ⇒ 9                                | 02-04-2006 |
| ---------- | ---------------------------------------------- | ---------- |
| 0:41       | Grazia Deledda–CUS Roma                        | 0:37       |
| 57:0       | Rugby Città di Frascati–Rugby Peruggia Ragazze | 19:6       |
| 7:15       | Rugby Viadana–Cidesse Pesaro                   | 5:17       |

| 04-12-2005 | 2 ⇐ kolejka ⇒ 7                        | 05-03-2006 |
| ---------- | -------------------------------------- | ---------- |
| 15:0       | Grazia Deledda–Rugby Viadana           | 0:37       |
| 99:0       | Rugby Città di Frascati–Cidesse Pesaro | 59:0       |
| 34:0       | CUS Roma–Rugby Peruggia Ragazze        | 20:0       |

| 29-01-2006 | 5 ⇐ kolejka ⇒ 10                     | 09-04-2006 |
| ---------- | ------------------------------------ | ---------- |
| 31:0       | Cidesse Pesaro–Grazia Deledda        | 0:0        |
| 0:12       | CUS Roma–Rugby Città di Frascati     | 27:7       |
| 24:0       | Rugby Peruggia Ragazze–Rugby Viadana | 7:5        |

| 18-12-2005 | 3 ⇐ kolejka ⇒ 8                       | 26-03-2006 |
| ---------- | ------------------------------------- | ---------- |
| 38:17      | Rugby Peruggia Ragazze–Grazia Deledda | 29:7       |
| 0:63       | Rugby Viadana–Rugby Città di Frascati | 5:62       |
| 5:34       | Cidesse Pesaro–CUS Roma               | 0:60       |

### Grupa 2
| 27-11-2005 | 1 ⇐ kolejka ⇒ 6                                 | 19-02-2006 |
| ---------- | ----------------------------------------------- | ---------- |
| 75:0       | Riviera del Brenta–Utensildodi Le Lupe Piacenza | 27:0       |
| 0:20       | Biella Rugby Club–Red Panthers                  | 0:95       |
| 67:0       | Rugby Monza–CUS Pavia Rugby                     | 75:0       |

| 15-01-2006 | 4 ⇐ kolejka ⇒ 9                                | 02-04-2006 |
| ---------- | ---------------------------------------------- | ---------- |
| 12:20      | Biella Rugby Club–Utensildodi Le Lupe Piacenza | 0:63       |
| 0:85       | CUS Pavia Rugby–Riviera del Brenta             | 0:90       |
| 24:10      | Red Panthers–Rugby Monza                       | 24:10      |

| 04-12-2005 | 2 ⇐ kolejka ⇒ 7                           | 05-03-2006 |
| ---------- | ----------------------------------------- | ---------- |
| 0:15       | Utensildodi Le Lupe Piacenza–Red Panthers | 0:24       |
| 0:27       | Rugby Monza–Riviera del Brenta            | 5:62       |
| 57:0       | Biella Rugby Club–CUS Pavia Rugby         | 24:7       |

| 29-01-2006 | 5 ⇐ kolejka ⇒ 10                             | 09-04-2006 |
| ---------- | -------------------------------------------- | ---------- |
| 30:5       | Utensildodi Le Lupe Piacenza–CUS Pavia Rugby | 25:5       |
| 24:12      | Riviera del Brenta–Red Panthers              | 20:22      |
| 41:7       | Rugby Monza–Biella Rugby Club                | 5:5        |

| 18-12-2005 | 3 ⇐ kolejka ⇒ 8                          | 26-03-2006 |
| ---------- | ---------------------------------------- | ---------- |
| 6:5        | Utensildodi Le Lupe Piacenza–Rugby Monza | 0:30       |
| 90:0       | Riviera del Brenta–Biella Rugby Club     | 75:0       |
| 0:109      | CUS Pavia Rugby–Red Panthers             | 0:19       |

## Faza pucharowa

### Półfinały
| 7 maja 2006 | CUS Roma | 13:59 | Riviera del Brenta | Tor di Quinto, Rzym |
| 7 maja 2006 |          | 13:59 |                    | Tor di Quinto, Rzym |

| 7 maja 2006 | Red Panthers | 36:14 | Rugby Città di Frascati | La Ghirada, Treviso |
| 7 maja 2006 |              | 36:14 |                         | La Ghirada, Treviso |

| 14 maja 2006 | Riviera del Brenta | 56:0 | CUS Roma | Stadio Communale, Mira |
| 14 maja 2006 |                    | 56:0 |          | Stadio Communale, Mira |

| 14 maja 2006 | Rugby Città di Frascati | 0:17 | Red Panthers | Stadio Cocciano, Frascati |
| 14 maja 2006 |                         | 0:17 |              | Stadio Cocciano, Frascati |

### Finał
| 28 maja 2006 | Riviera del Brenta | 6:10 | Red Panthers | Pordenone |
| 28 maja 2006 |                    | 6:10 |              | Pordenone |